# William Davies (Fußballspieler, † 1956)
William Davies (* in Montevideo; †  1956) war ein uruguayischer Fußballspieler.

## Laufbahn
Der überwiegend auf der Position eines Abwehrspielers spielende gebürtige Montevideaner englischer Herkunft gehörte zu den bedeutendsten Spielern des zu jener Zeit noch unter dem Namen Central Uruguay Railway Cricket Club (CURCC) firmierenden Vorläufervereins des uruguayischen Club Atlético Peñarol. 1896 schloss er sich dem Klub an und spielte dort fortan an der Seite weiterer die Vereinsgeschichte prägender Spieler wie Edmundo Acebedo, Lorenzo Mazzucco und Juan Pena. In jener Zeit gelang ihm mit seinen Mitspielern 1900, 1901, 1905 und 1907 der Gewinn der Copa Uruguaya. Teils lief Davies dabei auch als Mittelstürmer und Torwart auf. Bis 1907 gehörte er der Mannschaft an. William Davies war der Bruder von Thomas Bower Davies, der 1894 und teilweise in den Jahren 1895 bis 1897 als Kapitän des CURCC wirkte. Auch außerhalb des Fußballplatzes war William Davies ein erfolgreicher Sportler. So wurde er sowohl in Montevideo als auch in Buenos Aires Meister über 100 Meter und im Hürdenlauf. Später war er in einer Führungsposition des Vereins vertreten und ab 1917 hatte er die Ehrenmitgliedschaft des Klubs inne. Nach seinem Tod wurde er auf dem Cementerio Británico in Uruguays Hauptstadt, mit einer Fahne Peñarols bedeckt, bestattet.